# Listă de rezervații naturale în Banat
Această listă cuprinde zonele naturale protejate și monumentele naturii din Banatul românesc.

## Parcuri naționale sau naturale
- Parcul Natural Lunca Muresului (17.166,00 ha) Judetul Arad, Arad
- Parcul Național Domogled-Valea Cernei (60.100,00 ha) Caraș-Severin, Mehedinți, Gorj
- Parcul Natural Porțile de Fier (115.655,80 ha) Caraș-Severin, Mehedinți
- Parcul Național Cheile Nerei-Beușnița (37.100,00 ha) Caraș-Severin
- Parcul Național Semenic-Cheile Carașului (36.664,80 ha) Caraș-Severin

Pentru alte parcuri naturale aflate pe teritoriul țării, vezi și Lista parcurilor naționale și naturale din România.

## Rezervații și monumente ale naturii

### Județul Arad
- Parcul Natural Lunca Muresului (17.166,00 ha) Judetul Arad, Arad
- În partea bănățeană a județului Arad:
  - Peștera lui Duțu Comuna Săvârșin, satul Căprioara (0,10 ha)
  - Locul fosilifer Zăbalț Comuna Dorgoș, satele Ususău și Zăbalț (5,00 ha)

### Județul Caraș-Severin
- În partea bănățeană a județului Caraș-Severin:
  - Rezervația Cheile Nerei - Beușnița (inclusă în P. N. Cheile Nerei-Beușnița) Comunele Sasca Montană și Șopotu Nou (3.081,30 ha)
  - Valea Ciclovei - Ilidia (inclusă în P. N. Cheile Nerei-Beușnița) Comuna Ciclova Română (1.865,60 ha)
  - Cheile Șușarei (inclusă în P. N. Cheile Nerei-Beușnița) Comuna Sasca Montană (246,00 ha)
  - Izvorul Bigăr (inclusă în P. N. Cheile Nerei-Beușnița) Comuna Bozovici (176,60 ha)
  - Lisovacea (inclusă în P. N. Cheile Nerei-Beușnița) Comunele Bozovici și Lăpușnicu Mare (33,00 ha)
  - Ducin (inclusă în P. N. Cheile Nerei-Beușnița) Comuna Lăpușnicu Mare (260,70 ha)
  - Cheile Carașului (inclusă în P. N. Semenic-Cheile Carașului) Comuna Carașova (3.028,30 ha)
  - Izvoarele Carașului (inclusă în P. N. Semenic-Cheile Carașului) Orașul Anina (578,00 ha)
  - Izvoarele Nerei (inclusă în P. N. Semenic-Cheile Carașului) Comuna Prigor (5.028,00 ha)
  - Cheile Gârliștei (inclusă în P. N. Semenic-Cheile Carașului) Orașul Anina, comuna Goruia (517,00 ha)
  - Bârzavița (inclusă în P. N. Semenic-Cheile Carașului) Comuna Văliug (3.406,90 ha)
  - Buhui - Mărghitaș (inclusă în P. N. Semenic-Cheile Carașului) Orașul Anina (979,00 ha)
  - Peștera Comarnic (inclusă în P. N. Semenic-Cheile Carașului) Comuna Carașova (0,10 ha)
  - Peștera Popovăț (inclusă în P. N. Semenic-Cheile Carașului) Comuna Carașova (0,10 ha)
  - Peștera Buhui (inclusă în P. N. Semenic-Cheile Carașului) Orașul Anina (0,10 ha)
  - Groposu (inclusă în P. N. Semenic-Cheile Carașului) Municipiul Reșița (883,60 ha)
  - Rezervația Domogled (inclusă în P. N. Domogled-Valea Cernei)  Orașul Băile Herculane (2.382,80 ha)
  - Coronini - Bedina - (inclusă în P. N. Domogled-Valea Cernei) Orașul Băile Herculane, comuna Mehadia (3.864,80 ha)
  - Iauna - Craiova (inclusă în  P. N. Domogled-Valea Cernei) Comunele Cornereva și Mehadia (1.545,10 ha)
  - Iardașița (inclusă în P. N. Domogled-Valea Cernei) Comuna Mehadia (501,60 ha)
  - Belareca (inclusă în P. N. Domogled-Valea Cernei) Comunele Cornereva și Mehadia (1.665,70 ha)
  - Peștera Bârzoni (inclusă în P. N. Domogled-Valea Cernei) Comuna Cornereva (0,10 ha)
  - Valea Mare (inclusă în P. N. Porțile de Fier) Orașul Moldova Nouă (1.179,00 ha)
  - Balta Nera - Dunăre (inclusă în P. N. Porțile de Fier) Comuna Socol (10,00 ha)
  - Fâneața cu narcise Zervești Comuna Turnu Ruieni (40,00 ha)
  - Locul fosilifer de la Soceni Comuna Ezeriș (0,40 ha)
  - Cheile Globului Comuna Iablanița (225,00 ha)
  - Cheile Rudăriei Comuna Eftimie Murgu (250,00 ha)
  - Cuptor - Brădișoru de Jos Orașul Oravița (0,50 ha)
  - Sfinxul Bănățean Comuna Topleț (0,50 ha)
  - Râpa Neagră Comuna Mehadia (5,00 ha)
  - Râpa cu lăstuni din Valea Divici Comuna Pojejena (5,00 ha)
  - Dealul Petrolea - Cuptoare Comuna Cornea (5,00 ha)
  - Valea Greațca Comuna Mehadia (9,00 ha)
  - Ravena Crouri Comuna Iablanița (7,00 ha)
  - Ogașul Slătinic Comuna Bozovici (1,00 ha)
  - Baziaș Comuna Socol (170,90 ha)
  - Pădurea Ezerișel Comuna Ezeriș (120,00 ha)
  - Locul fosilifer de la Apadia Comuna Brebu (1,00 ha)
  - Locul fosilifer de la Delinești Comuna Păltiniș (4,00 ha)
  - Locul fosilifer de la Ezeriș Comuna Ezeriș (2,00 ha)
  - Locul fosilifer de la Globu Craiovei Comuna Iablanița (2,00 ha)
  - Locul fosilifer de la Petroșnița Comuna Bucoșnița )3,00 ha)
  - Locul fosilifer de la Târnova Comuna Târnova (2,00 ha)
  - Locul fosilifer de la Tirol Comuna Doclin (0,50 ha)
  - Locul fosilifer de la Valeapai Comuna Ramna (2,00 ha)
  - Locul fosilifer de la Zorlențu Mare Comuna Zorlențu Mare (3,00 ha)

### Județul Hunedoara
- În partea bănățeană a județului Hunedoara:
  - Pădurea Pojoga comuna Zam satul Pojoga (20,00 ha)

### Județul Mehedinți
- În partea bănățeană a județului Mehedinți:
  - Cazanele Mari și Cazanele Mici (inclusă în P. N. Porțile de Fier) Comuna Dubova (215,00 ha)
  - Locul fosilifer Șvinița (inclusă în P. N. Porțile de Fier) Comuna Svinița (95,00 ha)

### Județul Timiș
- În județul Timiș:
  - Pădurea Cenad Comuna Cenad (279,20 ha)
  - Lunca Pogănișului Comunele Tormac și Sacoșu Turcesc (75,50 ha)
  - Movila Sisitak Comuna Sânpetru Mare (0,50 ha)
  - Arboretumul Bazoș Comuna Remetea Mare (60,00 ha)
  - Locul fosilifer Rădmănești Comuna Bara (4,00 ha)
  - Mlaștinile Satchinez Comuna Satchinez (236,00 ha)
  - Pădurea Bistra Comuna Ghiroda (19,90 ha)
  - Rezervația ornitologică Beba Veche Comuna Beba Veche, satul Pordeanu (2.187,00 ha)
  - Mlaștinile Murani Comuna Pișchia, satul Murani (200,00 ha)
  - Insula Mare Cenad Comuna Cenad (3,00 ha)
  - Insula Igriș Comuna Sânpetru Mare (3,00 ha)
  - Sărăturile Diniaș Comuna Peciu Nou (4,00 ha)
  - Pajiștea cu narcise Bătești Orașul Făget (20,00 ha)
  - Lacul Surduc Comuna Fârdea (362,00 ha)